# Кал (Іванчна Гориця)
Кал (словен. Kal) — поселення в общині Іванчна Гориця, Осреднєсловенський регіон, Словенія. Висота над рівнем моря: 403,1 м.